# Lake Harvey
Lake Harvey är en sjö i Australien. Den ligger i delstaten Western Australia, omkring 240 kilometer nordost om delstatshuvudstaden Perth. Lake Harvey ligger 309 meter över havet.
Omgivningarna runt Lake Harvey är i huvudsak ett öppet busklandskap. Trakten runt Lake Harvey är nära nog obefolkad, med mindre än två invånare per kvadratkilometer. Genomsnittlig årsnederbörd är 354 millimeter. Den regnigaste månaden är januari, med i genomsnitt 48 mm nederbörd, och den torraste är december, med 11 mm nederbörd.